# Motovun
Motovun ou Montona est un village et une municipalité située dans le comitat d'Istrie en Croatie.
Au recensement de 2001, la municipalité comptait 983 habitants, dont 65 % de Croates et 10 % d'Italiens, et le village seul comptait 531 habitants.
C'est une commune bilingue croate/italien. La localité accueille le festival du film de Motovun. La ville a été proposée en 2007 pour une inscription au patrimoine mondial et figure sur la « liste indicative » de l’UNESCO dans la catégorie patrimoine culturel.

## Histoire

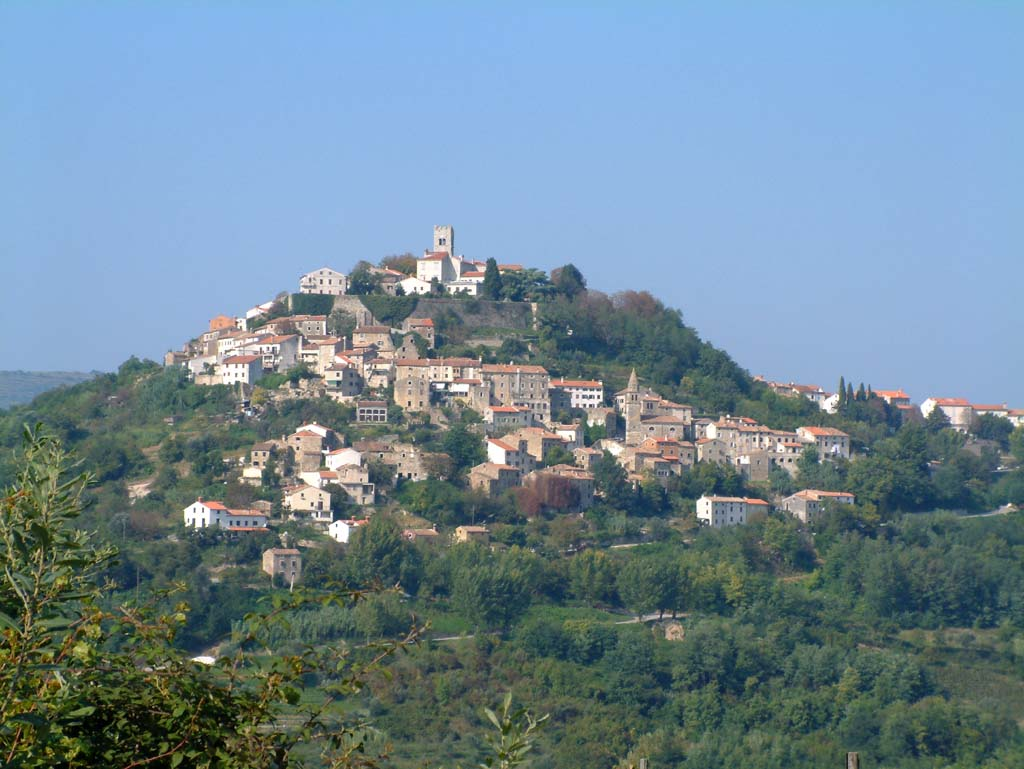
Vue générale de Motovun-Montona.

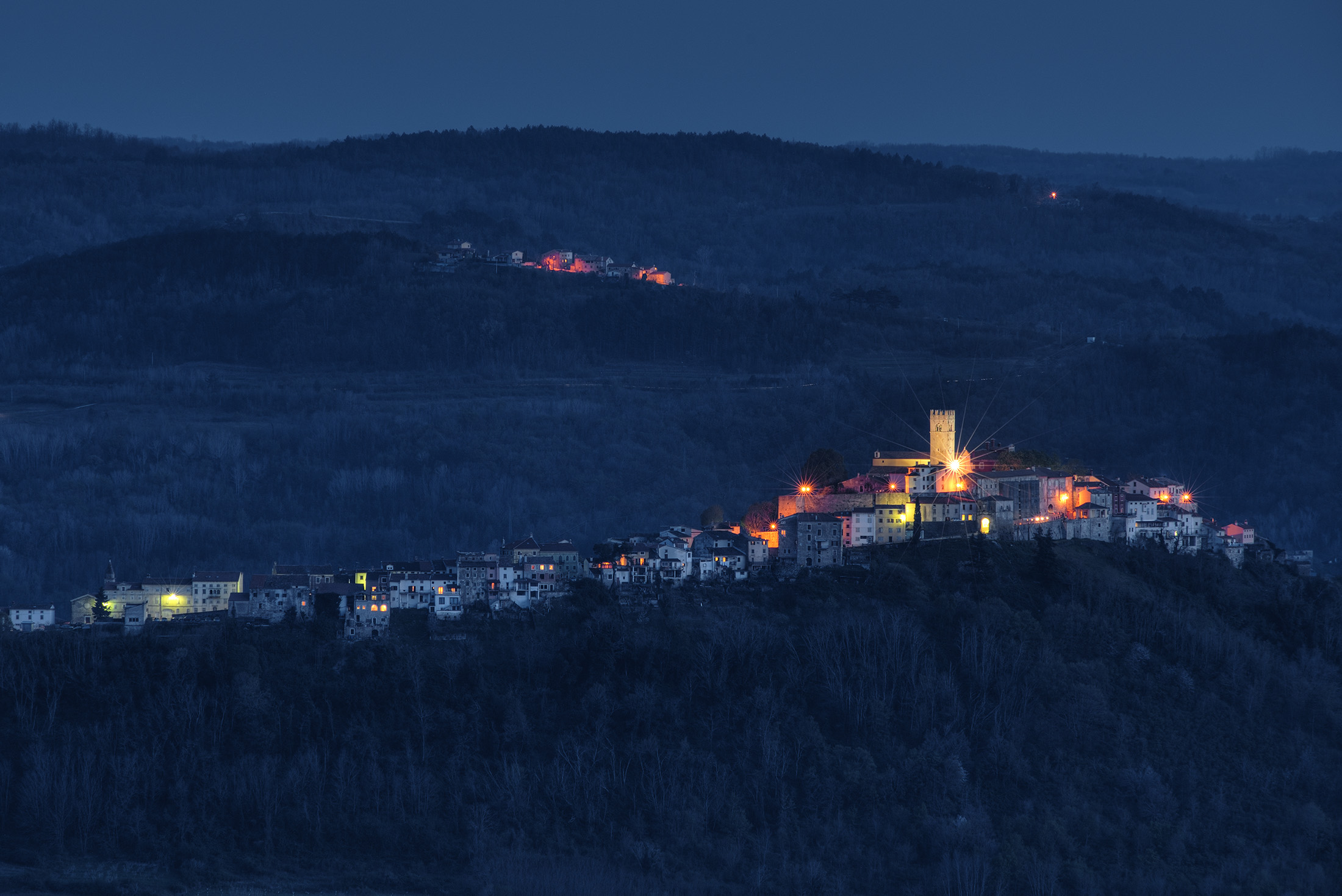

Motovun-Montona est un village médiéval qui a grandi sur le site d'une ancienne ville, dont le nom reste inconnu, de la culture des castellieri. Il est situé sur une colline à 270 mètres d'altitude avec des maisons éparpillées sur la colline.
Durant les Xe et XIe siècles, la commune appartenait à l'évêque de Poreč-Parenzo. En 1278, elle est prise par Venise et entourée de murs solides qui sont toujours intacts aujourd'hui. Ils sont utilisés comme une promenade avec une vue unique sur les quatre coins de l'Istrie. Les trois parties de la ville sont reliées par un système de fortifications internes et externes avec des tours et des portes de la ville contenant des éléments de l'art roman, gothique et Renaissance, construit entre le XIVe et XVIIe siècles. C'est un exemple typique de l'architecture des colonies vénitiennes.
Le lion ailé, symbole de la république de Venise, trône à la porte du village de Motovun-Montona. Sur les murs intérieurs se trouvent plusieurs cottes d'armes de différentes familles dirigeantes de Motona et deux pierres tombales romaines (datant du Ier siècle).

## Localités
La municipalité de Motovun-Montona compte 4 localités :
- Brkač (Bercaz)
- Kaldir (Caldier)
- Motovun (Montona)
- Sveti Bartol (San Bortolo)

## Personnalités liées
- Mario Andretti, pilote automobile (1940-)
- Andrea Antico, compositeur et imprimeur (~1480-ap.1538)
- Angelo Garbizza, dessinateur (1777-1813)
- Josef Ressel, ingénieur, inventeur, forestier (1793-1857) : responsable des forêts (Oberförster) à Motovun[4] de 1835 à 1843 ; une place de la ville porte son nom